# Епишин, Владимир Викторович
Влади́мир Ви́кторович Епи́шин (род. 11 июля 1965, Ленинград) — советский и российский шахматист, гроссмейстер (1990).

## Биография
Воспитанник шахматной школы Ленинградского Дворца пионеров. Занимался под руководством Сергея Владимировича Хавского. Выступал за команду Вооруженных Сил. Мастер спорта СССР с 1983 года.
В 1982 завоевал третье место в первенстве СССР среди юношей после Халифмана и Наумкина (Юрмала), на следующий год в Киеве пропустил вперед Даутова и стал вторым. В составе сборной СССР победитель молодёжного первенства мира до 26 лет в Бразилии (Маринга, 1991).
Победил в 4-м (Павловск и Ленинград, 1985) и 6-м (Ленинград, 1987) мемориалах Фурмана. Был участником нескольких чемпионатов Ленинграда. В 1987 становится чемпионом города, в 1996 в сильном по составу состязании пришёл к финишу вторым. Вышел бронзовым призёром по итогам 58-го и последнего чемпионата СССР по шахматам (Москва, 1991). В составе команды Санкт-Петербурга стал победителем клубного первенства России 1992 года.
Лучшие результаты в международных соревнованиях: Берлин (1988) — 4—6-е, Нью-Йорк (1989) — 6—15-е, Кенсингтон (1989) — 1-е, Брно (1994) — 1-е, Реджо-нель-Эмилия (1994) — 2-е и Реджо-нель-Эмилия (1995) — 3-е места. В 1989 становится международным мастером, на следующий год получает гроссмейстерский титул.
В девяностых годах переезжает в Германию. Проживает в городе Висмар. Активен в открытых турнирах, состязаниях по блицу и быстрым шахматам. Много выступает в клубных соревнованиях. Среди прочего принимал участие в чемпионатах Германии (PSV Duisburg, Lübecker SV von 1873), Франции (Marseille Duchamps, Belfort Echecs Srb) и Испании (Equigoma Casa Social). Занимал первое место в немецкой Бундеслиге в составе Lübecker SV с 2001 по 2003 год. На Кубке европейских клубных команд 1996 представлял команду из Хорватии Forina-Mursa Osijek.
Секундант Анатолия Карпова с 1987 по 1996 год.

## Изменения рейтинга
| Графики недоступны из-за технических проблем. См. информацию на Фабрикаторе и на mediawiki.org. |